# NGC 484
NGC 484 est une très vaste galaxie lenticulaire située dans la constellation du Toucan. NGC 484 a été découverte par l'astronome britannique John Herschel en 1834.

## Caractéristiques
Sa vitesse par rapport au fond diffus cosmologique est de 4 980 ± 28 km/s, ce qui correspond à une distance de Hubble de 73,5 ± 5,2 Mpc (∼240 millions d'al).
À ce jour, une mesure non basée sur le décalage vers le rouge (redshift) donne une distance d'environ 65,800 Mpc (∼215 millions d'al). Cette valeur est légèrement à l'extérieur des valeurs de la distance de Hubble. Notons cependant que c'est avec la valeur moyenne des mesures indépendantes, lorsqu'elles existent, que la base de données NASA/IPAC calcule le diamètre d'une galaxie et qu'en conséquence le diamètre de NGC 484 pourrait être d'environ 88,4 kpc (∼288 000 al) si on utilisait la distance de Hubble pour le calculer.

## Groupe de NGC 434
Cette galaxie fait partie du groupe de NGC 434. Ce groupe de galaxies comprend au moins 10 galaxies, dont les plus importantes sont NGC 434, NGC 440, NGC 466, NGC 484 et IC 1649.